# Banja Vrućica
Banja Vrućica je naseljeno mjesto u sastavu općine Teslić, Republika Srpska, BiH.

## Podrijetlo imena
Banja Vrućica je poznati zdravstveno-turistički centar.
Od nastanka, naselje je nazivano samo Vrućica. Dokazano je da su još Rimljani upotrebljavali lokalni izvor mineralne vode. Odatle potiče i naziv naselja. Do početka 20. stoljeća naziv Vrućica se odnosio da širi prostor koji obuhvaća današnja naselja Gomjenica (s lijeve strane Usore), Bežlja (dalje uzvodno uz Usoru) i Vrućicu. Ta tri naselja, prema stanovništvu koje ih naseljava, službeno su nazivana Turska Vrućica (Gomjenica), Katolička Vrućica (Bežlja) i Pravoslavna Vrućica (Banja Vrućica).

## Infrastruktura
Vrućica ima jednu petogodišnju školu, područno odjeljenje Osnovne škole »Petar Petrović Njegoš« iz Teslića.
Postoje dvije pravoslavne crkve i jedna katolička, po jedno pravoslavno i katoličko groblje.
Putevima je vezana za Teslić (3 km), Blatnicu (15 km) i Stenjak (3 km). Prema Gomjenici nema prometnu vezu.
Ima poštu (74273) i veći broj trgovina i zanatskih radnji.
Iz Vrućice je drugoligaški nogometni klub »Mineral« i prvoligaški kuglaški klub »Mineral«. FK »Mineral« ima svoj manji stadion u Vrućici.
Pored mineralne vode koja se upotrebljava u ZTC Banja Vrućica, postoji otvoreni uređeni izvor pitke mineralne vode (Kiseljak).

## Zdravstveno turistički centar
Osnovu ovog centra čine prirodne toplice za liječenje kardio-vaskularnih bolesti. Najveći je turistički kapacitet u Bosni i Hercegovini. U najvećem hotelu održavaju se mnogi kulturno-športski susreti i seminari iz raznih oblasti.

## Povijesni spomenici
Vrućička drvena crkva je bila jedna od najstarijih pravoslavnih crkava u okolini. Rastavljena je početkom 20. stoljeća, a na njenom mjestu je izgrađena današnja crkva Sv. Petra i Pavla.
U vrućičkom zaselku Brkići nalaze se stećci Vojvode Momčila.
U središtu naselja se nalazi „Avionsko krilo“, spomenik pilotu Ratku Jovanoviću koji je poginuo na području Vrućice u Drugom svjetskom ratu; i spomenik borcima palim za vrijeme rata u BiH 1990-ih.

## Stanovništvo
| Banja Vrućica      |                |                |                |
| godina popisa      | 1991.          | 1981.          | 1971.          |
| Srbi               | 1.381 (52,37%) | 1.429 (51,90%) | 1.288 (55,16%) |
| Hrvati             | 828 (31,39%)   | 1.001 (36,36%) | 997 (42,69%)   |
| Muslimani          | 37 (1,40%)     | 25 (0,90%)     | 32 (1,37%)     |
| Jugoslaveni        | 334 (12,66%)   | 281 (10,20%)   | 1 (0,04%)      |
| ostali i nepoznato | 57 (2,16%)     | 17 (0,61%)     | 17 (0,72%)     |
| ukupno             | 2.637          | 2.753          | 2.335          |

## Vanjske poveznice
- Stranice ZTC Banja Vrućica
- OŠ »P. P. Njegoš«[neaktivna poveznica]